# لوته کورپوریشن

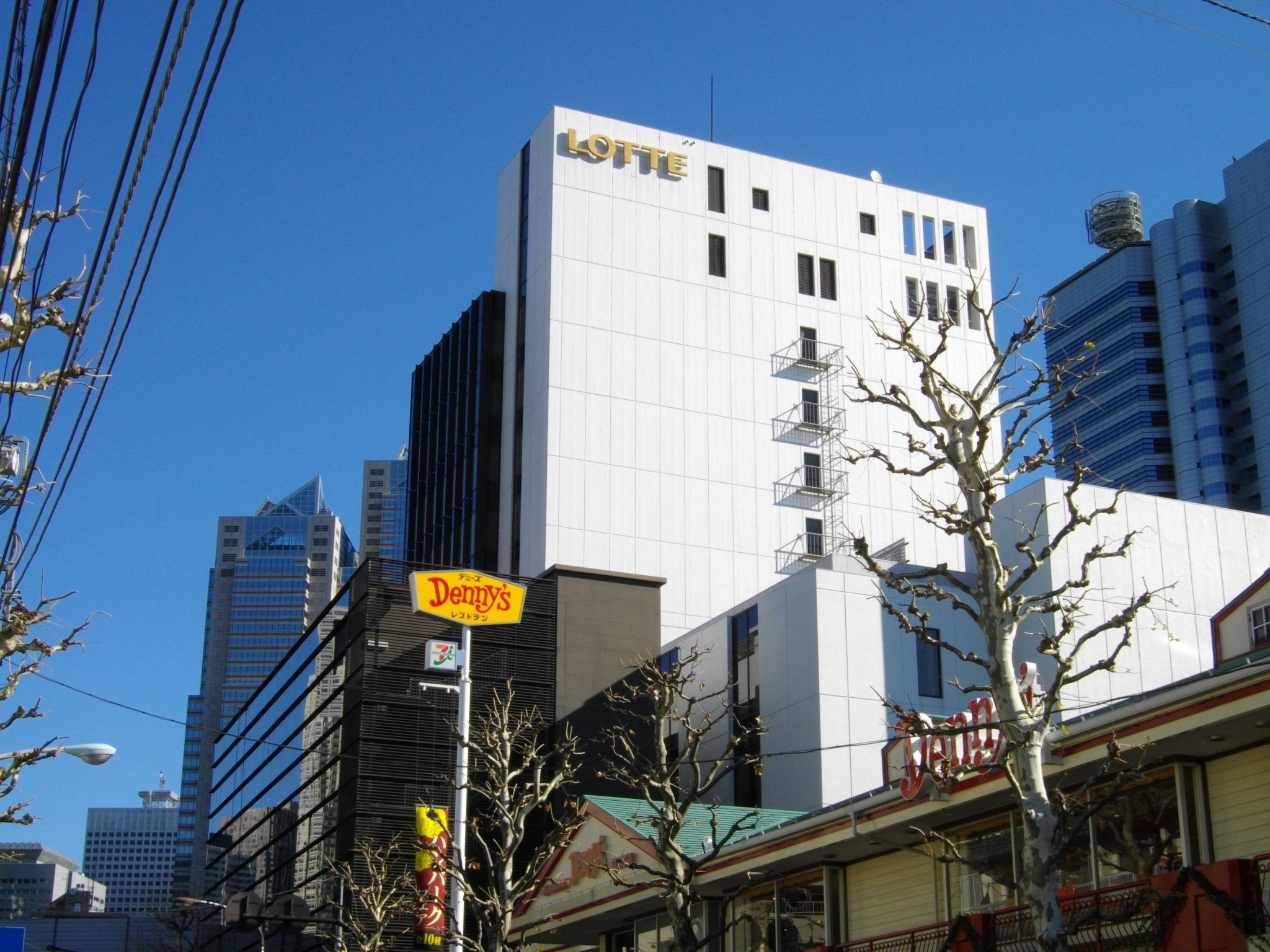
ساختمان مرکزی لوته، در توکیو

لوته (به انگلیسی: Lotte) شرکت خوشه‌ای ژاپنی-کره‌ای است، که شرکت‌های تابعه و زیرمجموعه آن در زمینه تولید شیرینی، نوشیدنی و غذاهای فوری، ارائه خدمات هتلداری، فناوری اطلاعات، خدمات مالی و بیمه، تجارت کالا، صنایع شیمیایی، ساخت‌وساز و توسعه املاک و مستغلات فعالیت می‌کند.
شرکت لوته در سال ۱۹۴۸ توسط شین کیوک-هو در شهر توکیو، ژاپن تأسیس شد و در سال ۱۹۶۷ نخستین دفتر خود را در شهر سئول راه‌اندازی نمود. این شرکت هم‌اکنون هشتمین شرکت خوشه‌ای کره جنوبی است، همچنین به‌عنوان بزرگترین تولیدکننده شیرینی کره جنوبی و سومین در ژاپن شناخته می‌شود. شرکت لوته در حال حاضر دارای ۶۰ شرکت تابعه در کشورهای جمهوری خلق چین، تایلند، اندونزی، پاکستان، فیلیپین، روسیه، هند، لهستان و ایالات متحده آمریکا می‌باشد.
دفاتر مرکزی این شرکت در سئول، کره جنوبی و محله نیشی، شینجوکو، توکیو، ژاپن قرار دارند و بخشی از سهام آن در بازار بورس کره معامله می‌شود.